# Parapolycopissa
Parapolycopissa is een geslacht van kreeftachtigen uit de klasse van de Ostracoda (mosselkreeftjes).

## Soort
- Parapolycopissa rossica (Chavtur, 1977) Chavtur, 1979